# Hubarivșciîna, Kroleveț
Hubarivșciîna (în ucraineană Губарівщина) este un sat în comuna Obtove din raionul Kroleveț, regiunea Sumî, Ucraina.

## Demografie
Componența lingvistică a localității Hubarivșciîna
     Ucraineană (98,85%)
     Rusă (1,15%)
Conform recensământului din 2001, majoritatea populației localității Hubarivșciîna era vorbitoare de ucraineană (98,85%), existând în minoritate și vorbitori de rusă (1,15%).